# 구마쓰기촌
구마쓰기촌(熊次村)은 효고현 미카타군에 존재했던 촌이다. 현재의 야부시 북서단에 해당한다.

## 역사
- 1889년 4월 1일 - 정촌제 시행에 의해 시쓰미군 12촌의 구역을 가지고 성립하였다.
- 1896년 4월 1일 - 미카타군으로 변경되었다.
- 1956년 8월 1일 - 야부군 세키노미야촌과 합병해 야부군 세키노미야정이 성립, 동일 구마쓰기촌은 폐지되었다.

## 참고문헌
- 角川日本地名大辞典 28 兵庫県